# Acraea aquilia
Acraea aquilia är en fjärilsart som beskrevs av Friedrich Thurau 1903. Acraea aquilia ingår i släktet Acraea och familjen praktfjärilar. Inga underarter finns listade i Catalogue of Life.